# Premuda
Premuda este o arie protejată (sit de importanță comunitară — SCI) din Croația întinsă pe o suprafață de 867,95 ha, integral pe uscat.

## Localizare
Centrul sitului Premuda este situat la coordonatele 44°19′47″N 14°37′20″E / 44.329701°N 14.622148°E.

## Înființare
Situl Premuda a fost declarat sit de importanță comunitară în iulie 2013 pentru a proteja 1 specie de animale.

## Biodiversitate
Situată în ecoregiunea mediteraneană, aria protejată conține 1 habitat natural: Faleze cu vegetație de Limonium spp. endemic de pe coastele mediteraneene.
La baza desemnării sitului se află o specie protejată de  reptile: șarpele cu patru dungi (Elaphe quatuorlineata).